# Antipatris
Antipatris was in de oudheid een plaats in Judea. De stad lag op de ruïnes van het Bijbelse Afek, dat rond 900 v.Chr. verwoest werd. De stad lag bij de bron van het riviertje Jarkon.

## Hasmonese periode
In de hellenistische periode verrees op de plaats van het oude Afek een nieuwe nederzetting, die bekendstond onder de namen Chabarsaba en Pegae. In de Hasmonese periode raakten koning Johannes Hyrkanus en de Seleucidische vorst Antiochus VII Euergetes Sidetes hier met elkaar slaags. Later versterkte Alexander Janneüs de plaats in allerijl om Antiochus XII Dionysus op zijn doortocht naar Nabatea tegen te houden, maar Antiochus stak de versterkingen in brand en passeerde de plaats.

## Herodiaanse periode
Herodes de Grote herbouwde de stad rond 10 v.Chr. en noemde deze naar zijn vader Antipater De stad was gebouwd volgens een hippodamisch systeem, met lange, rechte straten. Bij opgravingen is uit de Herodiaanse periode onder meer een hoofdstraat met aan beide zijden winkeltjes teruggevonden. Bovendien bouwde Herodes er een stenen burcht en muren, waarmee hij de stad versterkte.

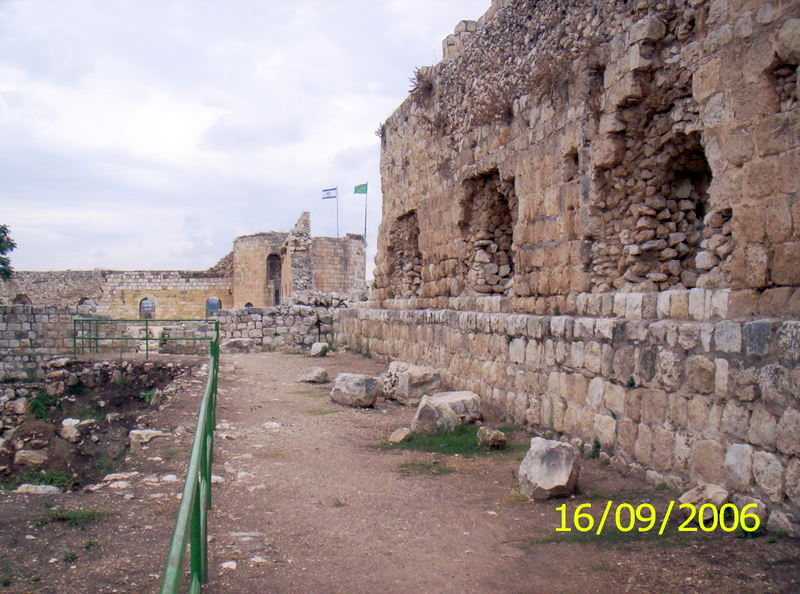
De burcht Antipatris

In de periode dat Judea een provincia was (6-66 na Chr.) deed de stad vooral dienst als doorgangsplaats, vanwege de ligging halverwege Caesarea en Jeruzalem. In deze zin wordt de stad ook in het Nieuwe Testament genoemd: Paulus overnachtte er na zijn gevangenneming toen hij van Jeruzalem werd overgebracht naar Caesarea.

## Antipatris in later tijd
In de stad werden tijdens de Joodse Opstand door Vespasianus verwoestingen aangericht. Bij opgravingen is inderdaad een aslaag uit deze periode aangetroffen. Na de Opstand werd de stad langzaam maar zeker weer herbouwd en heeft nog bestaan tot 363, toen het door een aardbeving definitief verwoest werd.
In de middeleeuwen bouwden de kruisvaarders een kasteel op de ruïnes van Antipatris. De meest in het oog springende bouwwerken die er vandaag de dag te bezichtigen zijn, komen uit deze periode.

## Opgravingen
Hoewel er eerder (in de jaren dertig en zestig van de twintigste eeuw) al beperkte opgravingen zijn gedaan omdat men tijdens bouwwerkzaamheden op ruïnes stuitte, is er tussen 1972-1985 voor het eerst systematisch archeologisch onderzoek verricht naar Afek/Antipatris. De opgravingen in deze periode stonden onder leiding van Pirhiya Beck en Moshe Kochavi.